# Departamento de Transporte de Carolina del Norte
El Departamento de Transporte de Carolina del Norte (en inglés: North Carolina Department of Transportation, NCDOT) es la agencia estatal gubernamental encargada en la construcción y mantenimiento de toda la infraestructura ferroviaria, carreteras estatales; así como sus federales, locales e interestatales, y transporte aéreo del estado de Carolina del Norte. La sede de la agencia se encuentra ubicada en Raleigh, Carolina del Norte y su actual director es Gene Conti.